# Boża Wola (województwo łódzkie)
Boża Wola – wieś w Polsce położona w województwie łódzkim, w powiecie kutnowskim, w gminie Kutno.
W latach 1975–1998 miejscowość administracyjnie należała do województwa płockiego.
1 września 1939 niedaleko Bożej Woli pociąg wypełniony ludnością cywilną, jadący z Kutna do Łodzi, został zbombardowany przez niemieckie samoloty. Zginęło 30 osób, kilkanaście zostało rannych.